# Philéas Lebesgue
Pour les articles homonymes, voir Lebesgue.
Philéas Lebesgue, né le 26 novembre 1869 à La Neuville-Vault près de Beauvais (Oise) et mort le 11 octobre 1958 dans le même lieu, est un écrivain français à la fois poète, romancier, essayiste, traducteur et critique littéraire au  Mercure de France. Fils de cultivateurs, il reprend la direction de la ferme familiale après le décès de son père, en 1908. Dès lors, il exerce parallèlement une carrière littéraire originale qui le fait parfois voyager au Portugal, en Grèce et en Yougoslavie, les trois pays dont il suit l'actualité littéraire au Mercure.

## Biographie

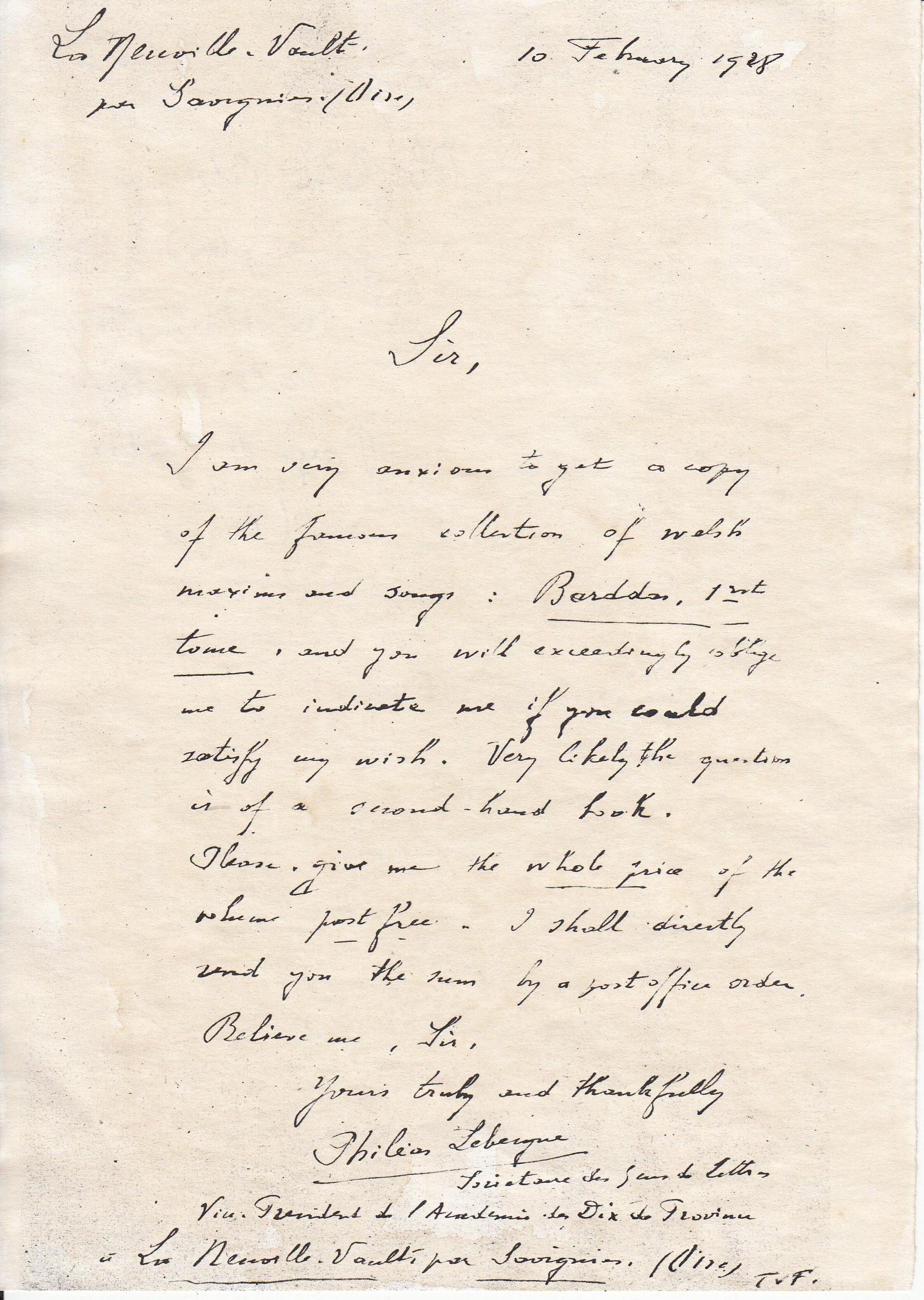
Lettre de Philéas Lebesgue écrite en anglais à un libraire le 10 février 1928

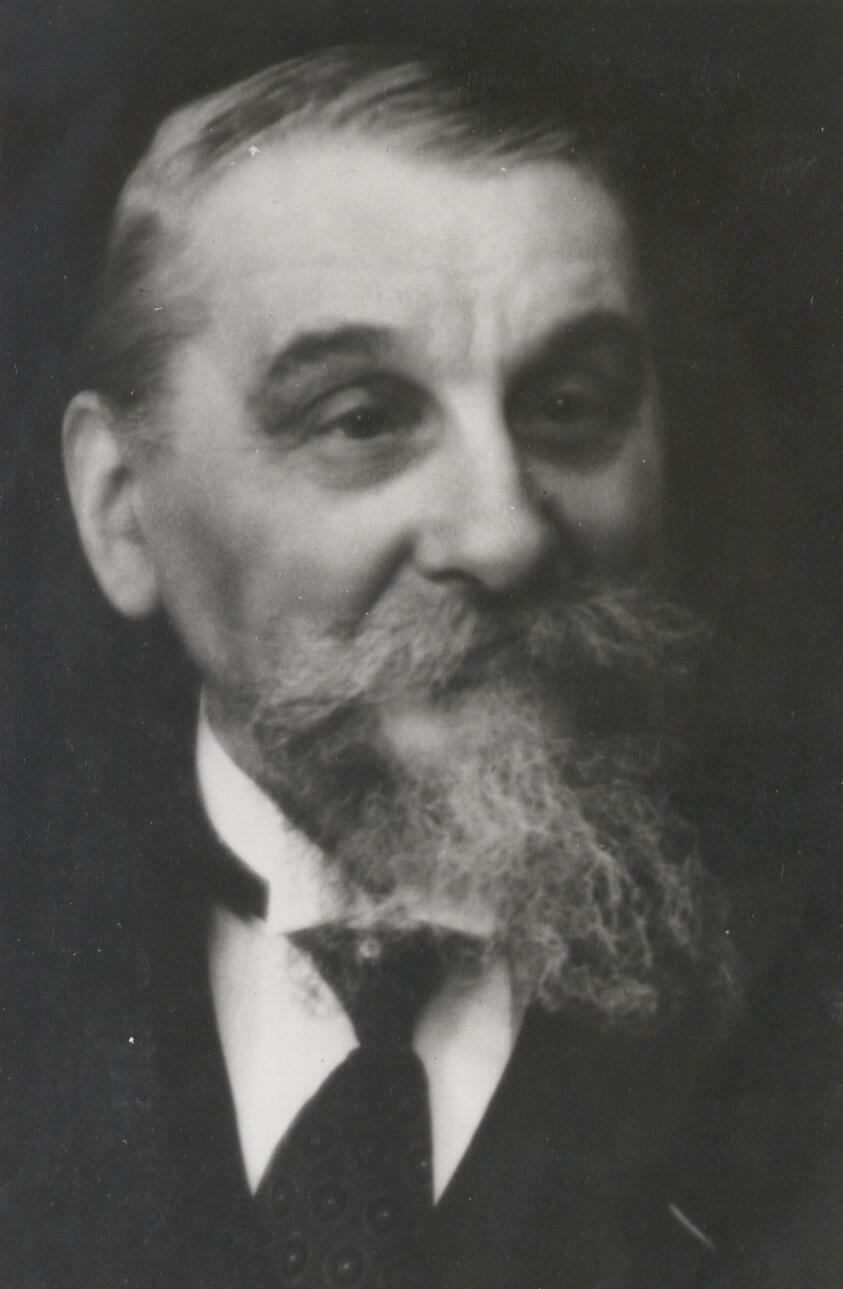
Philéas Lebesgue vers 1925

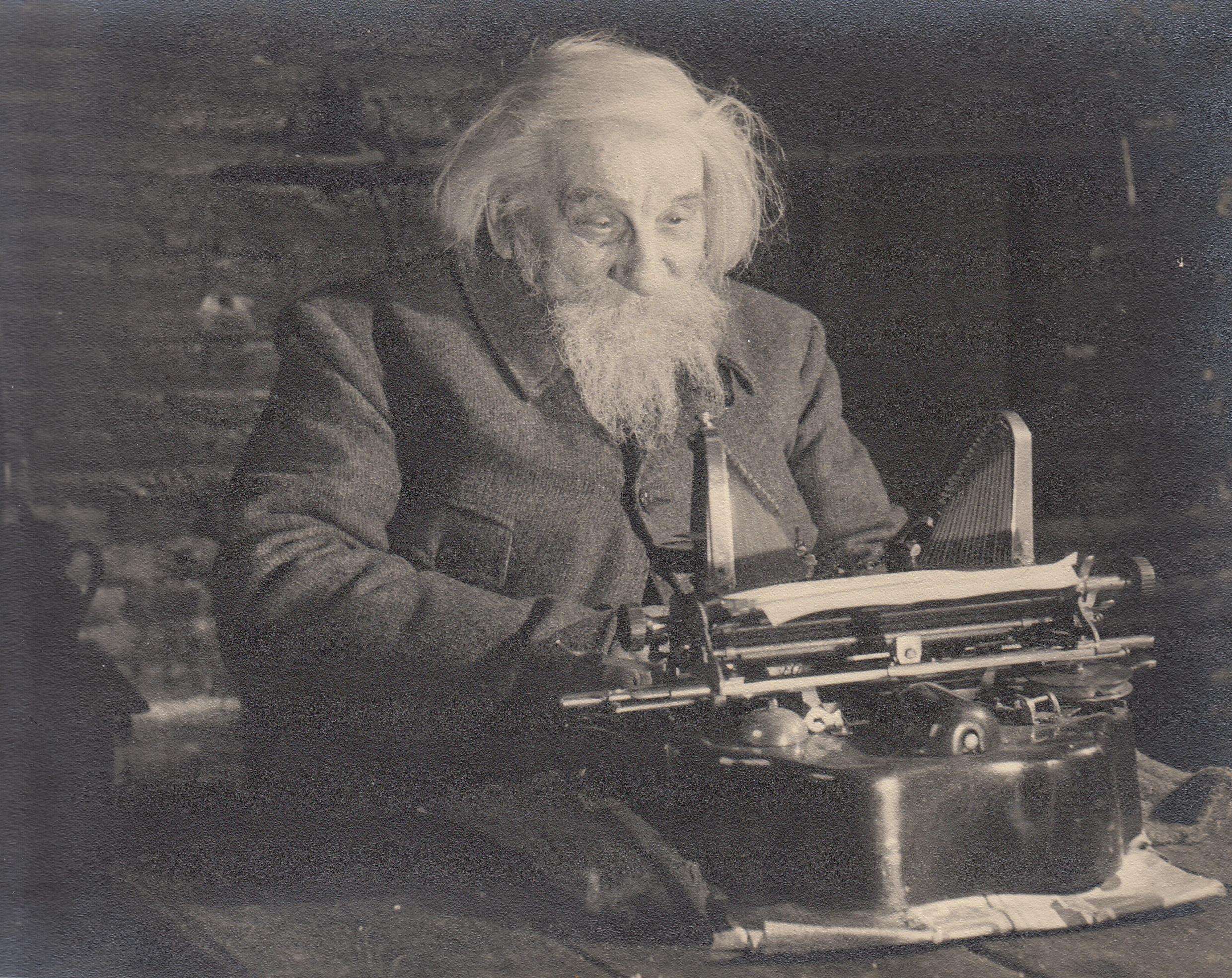
Philéas Lebesgue, chez lui, le 31 décembre 1949

François Beauvy, par sa thèse de doctorat Philéas Lebesgue et ses correspondants en France et dans le monde de 1890 à 1958 (université Paris-Nanterre, 2003), a révélé  la vie et l’œuvre méconnues de Philéas Lebesgue, épistolier,  polyglotte et traducteur.
Dès sa petite enfance, le jeune Philéas peut emprunter librement des ouvrages d'auteurs des XVIIIe et XIXe siècles dans la bibliothèque de son père qui n'est pas un paysan "ordinaire" et aime s'isoler pour lire. Cultivateurs relativement aisés, ses parents le mettent en pension au collège de Beauvais à la rentrée de 1882. Il y étudie le latin, l'anglais et le grec ancien. Il quitte cet établissement à 16 ans pour cause de maladie. Durant sa convalescence, il commence l'apprentissage d'autres langues et écrit des poèmes.
À la fin de sa vie, il comprend au minimum 16 langues étrangères. Il ne les parle pas forcément couramment mais peut les lire et en écrit certaines. En 1951, interrogé et enregistré pour des élèves d'une école primaire, sur le nombre de langues qu'il a étudiées, il répond modestement : " Ô ! entre les étudier et les posséder, il y a une rude distance. Enfin, j'arrivais à déchiffrer une lettre qu'on pouvait m'écrire dans la plupart des langues de l'Europe. " Ces langues sont l'allemand, l'anglais, le danois, l'espagnol, le galicien, le gallois, le grec, l'italien, le norvégien, le polonais, le portugais, le roumain, le russe, le serbo-croate, le slovène et le tchèque. On peut le rapprocher en cela d'Armand Robin. Il faut ajouter le sanscrit, l'ancien français et trois langues régionales de France : le breton, le provençal et la langue de son village, le picard.
S'impliquant dans la vie locale, il est maire de La Neuville-Vault de 1908 à 1947, commune dans laquelle il est inhumé.

### Activités littéraires
Dès 1896, Philéas Lebesgue devient rédacteur au Mercure de France, prestigieuse revue internationale que dirige Alfred Vallette. Il est alors le chroniqueur des "Lettres portugaises" et le restera jusqu'en 1951. Il tient momentanément, en 1897, les "Lettres norvégiennes". À partir de 1899, il rédige les "Lettres néo-grecques" puis les "Lettres yougoslaves" à partir de 1917. Il est l'un des rares critiques à découvrir et apprécier le grand poète portugais Pessoa, en 1913.
Il collabore à des revues de langues étrangères, notamment, Arte (Coimbra, 1895-1896), Ave Azul (Coimbra, 1899-1900), A Águia (Porto, 1910-1932), O Mundo (Lisbonne, 1915), Atlântida (Lisbonne, 1917) ; Panathénées (Athènes, 1910), Periodikon nios (Le Pirée, 1900) ; La Vos (Madrid, 1923). En relation de 1920 à 1950 avec la femme de lettres galicienne Francisca Herrera y Garrido, il publie des poèmes dans la revue galléguiste Nós.
Philéas Lebesgue s'est constitué un important réseau d'amis écrivains, artistes et hommes politiques par l'intermédiaire du Mercure de France et des ambassades. Dans les vingt-cinq mille lettres reçues de ses correspondants français et étrangers apparaissent les noms des Français Claude Aveline, Georges Duhamel, Édouard Dujardin, Émile Guillaumin, Pierre Jean Jouve, qui prendra ses distances, Louis Pergaud, Henri Pourrat, René Maran (Martiniquais, prix Goncourt 1921), Émile Verhaeren, le Russe Constantin Balmont, l'Italien F. T. Marinetti, le Lituanien Oscar V. de L.-Milosz, le Grec Ángelos Sikelianós, le Serbe Milan Voukassovitch, les Portugais Theophilo Braga, Bernardino Machado et Manuel Teixeira Gomes (qui furent tous trois présidents de la République du Portugal), ainsi que le journaliste, homme de lettres et grand médiateur culturel, Xavier de Carvalho (1861-1919). Sur l'invitation de plusieurs d'entre eux, Philéas Lebesgue donne des conférences au Portugal, en Yougoslavie, en Grèce, en Belgique. Des confrères français l'invitent en Bretagne, en Alsace et dans le Midi.
À partir de 1926, Philéas Lebesgue préside l'Académie des Dix de province et la Société des écrivains de province, avec lesquelles il tente de regrouper les écrivains régionaux, coloniaux et étrangers francophones.
Poète symboliste à ses débuts, Philéas Lebesgue écrit en vers traditionnels et vers libres. Certains poèmes sont en prose. Ses sujets de prédilection sont la Femme, la vie à la campagne, le machinisme agricole, le celtisme et l'ésotérisme, l'histoire, les souvenirs de ses voyages. Il a également écrit sur la Grande Guerre, l'aviation, la ville moderne. Ce sont cependant les poèmes sur la nature et le travail de la terre qui prévalent dans son œuvre poétique (et romanesque), parce qu'il est, précise-t-il, "inspiré par le milieu où [il] a fixé sa vie". Il « écrivait une poésie à la versification traditionnelle ou libérée, évoquant souvent les paysages de son pays de Bray. »
Romancier, nouvelliste, dramaturge, auteur de chansons, tout à la fois parolier et compositeur, il met en musique l'un de ses meilleurs ouvrages, Les Chansons de Margot (1926).
Les romans de Philéas Lebesgue sont moins connus que ses poèmes et ses chansons. Le Sang de l'autre est une histoire d'amour dramatique qui se déroule au XVe siècle dans une atmosphère de légende moyenâgeuse. Destin - Journal d'une femme narre les amours tragiques d'une jeune femme et de son amant auxquels est révélée une proche parenté qu'ils ignoraient. La Nuit rouge montre le dilemme vécu par un séminariste amoureux d'une jeune fille. Le Roman de Ganelon, en réhabilitant celui qui passait pour un traître, s'inspire partiellement de l'affaire Dreyfus mais à une autre époque et dans un contexte différent. Les charbons du foyer - Roman familier, et Kalokori - Roman crétois sont deux autres romans aux amours impossibles. Tous ces romans se déroulent en Beauvaisis, à l'exception de Kalokori dont l'action a lieu sur l'île de Crète. Il faut faire une place à part au roman  de science-fiction, très original, Outre-Terre, au sous titre Aventures dans l'invisible, sorte de conte alchimique.

## Celtismeetésotérisme
Philéas Lebesgue reste toute sa vie en quête de tradition celtique. En 1892, il reçoit le second prix de poésie de langue bretonne au concours de la revue L'Hermine et devient barde breton. Le 10 septembre 1928, sur le dolmen de la Table des Marchands de Locmariaquer, il est proclamé druide d'honneur du Gorsedd des bardes de Bretagne en présence de ses amis grands druides, également poètes, Yves Berthou et François Jaffrennou, devant deux mille spectateurs. En 1933, après intronisation officielle au pays de Galles, il accepte d'être le « Grand Druide des Gaules », autorité spirituelle du "Collège bardique des Gaules" fondé par l'éditeur de musique Jacques Heugel qui l'a sollicité pour remplir cette fonction spirituelle. Ce collège cesse définitivement ses activités en 1939. Par ailleurs, l'ésotérisme, qui rejoint parfois le druidisme, apparaît dans la poésie de Philéas Lebesgue et notamment dans l'un de ses romans, Outre-Terre, avec le sous-titre Aventures dans l'invisible, ouvrage de science-fiction ésotérique et philosophique. L'ésotérisme de Philéas Lebesgue, avant tout poétique, rejoint celui de son ami Oscar Milosz, poète d'origine lituanienne.

## La Société des Amis de Philéas Lebesgue

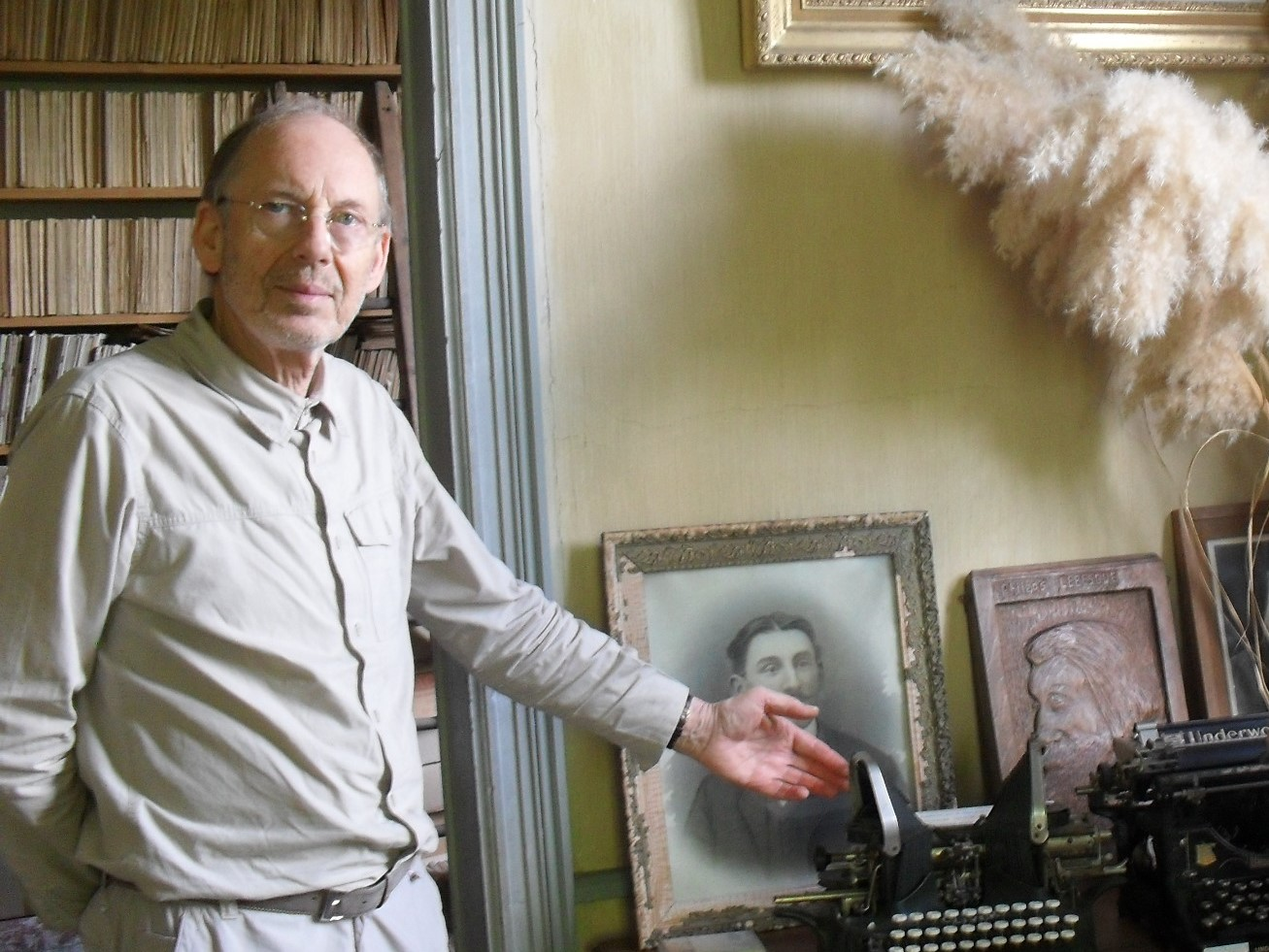
François Beauvy (Société des Amis de Philéas Lebesgue) dirige une visite publique de la maison de Philéas Lebesgue, le 2 août 2012.

Elle est fondée en 1930, du vivant de Philéas Lebesgue, par Camille Belliard et Alphonse-Marius Gossez, enseignants. Le but de l'association est alors de faire connaître la vie et l'œuvre de l'écrivain. Depuis 1985, il est aussi de sauvegarder sa maison et son patrimoine littéraire. L'association a un président d'honneur à sa fondation, l'académicien Henri de Régnier, puis l'académicien Georges Duhamel après 1936. La Seconde Guerre mondiale interdit toute activité. En 1949, André Matrat, jeune instituteur, fait la connaissance de Philéas Lebesgue à La Neuville-Vault. Il contribue, après C. Belliard et A.-M. Gossez, à faire connaître Philéas Lebesgue dans le monde scolaire, fait rééditer un choix de huit cents des mille six cents poèmes de Philéas Lebesgue, sous le titre Œuvres poétiques (Méru, Ed. du Thelle, 1950-1952, 1500 p. en 3 tomes). Dans les années 1960-1970, Marcel Caloin dirige l'association. De 1985 à 1996, André Matrat reprend la présidence. François Beauvy, entré dans l'association à l'âge de 21 ans en 1965, après avoir exercé la fonction de vice-président à partir de 1985, est élu président à l'unanimité en 1997 en remplacement d'André Matrat souffrant. André Matrat avait fonde, en 1986, le Bulletin de la Société des Amis de Philéas Lebesgue. En 1997, François Beauvy reprend cette publication avec le titre Bulletin des Amis de Philéas Lebesgue et publie un numéro annuel. Il donne des conférences et ouvre la maison du poète à la visite.

## Récompenses et décorations
- En 1929, Philéas Lebesgue reçoit le prix Moréas pour son recueil de poèmes Présages.
- En 1939, le "Legs Geffroy-Longchamp" lui est attribué par l'Académie Goncourt.
- Trois prix de l'Académie française lui sont décernés : en 1920, le prix Jules Janin lui est attribué ainsi qu'à son confrère André Castagnou pour une traduction du grec moderne faite en collaboration. En 1950, il obtient le prix Georges-Dupau qui récompense un "écrivain ayant bien servi les lettres". En 1956, il reçoit un prix d'Académie pour Mes Semailles.
- Officier de la Légion d'honneur. Nommé chevalier de la Légion d'honneur en 1925, promu officier en 1953.

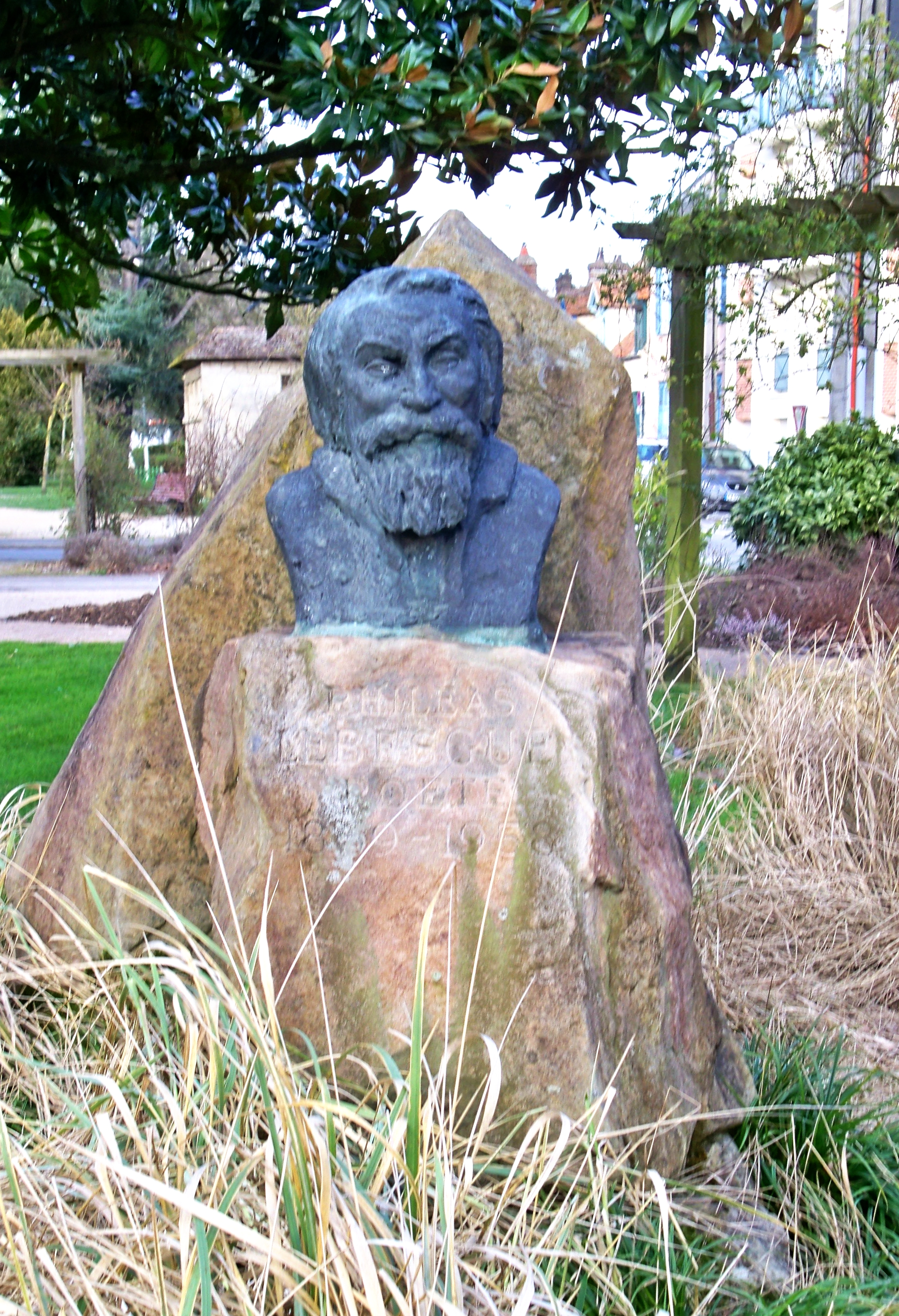
Buste de Philéas Lebesgue par Jacques Gestalder boulevard du Général de Gaulle à Beauvais

## Hommages
- Buste de Philéas Lebesgue par Jacques Gestalder, boulevard du Général-de-Gaulle à Beauvais
- Buste de Philéas Lebesgue par Jean Terzieff, à La Neuville-Vault
- Une école et un square portent son nom à Beauvais, une autre à Compiègne, le collège de Marseille-en-Beauvaisis, une rue à Amiens, à Therdonne et à Noailles (Oise), à La Neuville-Vault : rue principale allant de la mairie à la maison du poète.

## Œuvres
37 recueils de poèmes de 12 à 205 pages, 18 romans, contes et drames, 13 essais ou ouvrages de philologie et d'histoire, 21 traductions (seul ou en collaboration, principalement avec Manoël Gahisto, pseudonyme de Paul Coolen), dont 3 de l'ancien français, 2 du breton, 3 de l'espagnol, 3 du néo-grec, 7 du portugais et 3 du serbo-croate.

### Poésie
- Décidément, 1889.
- Folles Verveines, 1903.
- Le Buisson ardent, Seiches-sur-le-Loir, éd. Henry Cormeau, 1910, réédité en 1988, 161 p.
- Les Servitudes, Paris, éd. du Mercure de France, 1913, 169 p.
- Le Char de Djaggernath (poèmes et poèmes en prose), 1917.
- La Grande pitié (2e série des « Servitudes »), Paris, éd. Sansot, 1920, 116 p.
- La Bûche dans l'âtre, Paris, éd. Chiberre, 1923, 143 p.
- Les Chansons de Margot, Amiens, éd. Edgar Malfère, 1926, réédité en 1991, 205 p.
- Fenêtres sur le monde, éd. Eugène Figuière, 1927.
- Présages, Paris, éd. André Delpeuch, 1928, 104 p. (Prix Jean Moréas en 1929).
- Triptolème ébloui, Paris, éd. de la Revue des Poètes, Librairie Académique Perrin, 1930, 171 p.
- Campagne de France, Liger Belair, 1932.
- Les Miroirs du temple, Heugel, 1933.
- Le Jardin des ombres, La Caravelle, 1934.
- À la recherche des Dieux, Les Éditions provinciales, 1935.
- La Corbeille du soir, hors commerce, 1937.
- Six chansons, La Chapelle-aux-Pots, calligraphe René Biet, 1937.
- Huit chansons scolaires, La Chapelle-aux-Pots, calligraphe René Biet, 1937.
- Marche de l'Île de France (musique de Lignet), La Chapelle-aux-Pots, calligraphe René Biet, 1937.
- Paquerettes, poèmes pour enfants, La Chapelle-aux-Pots, calligraphe René Biet, 1938.
- Le Miracle de la vie, L'Amitié par le livre, 1938.
- L'Arbre des prés, Le Bélier, 1938.
- Celui qui parle bas, Le Bélier, 1938.
- Arc en ciel, poèmes in memoriam, La Chapelle-aux-Pots, calligraphe René Biet, 1938, 100 p.
- Les Tisons en fleur, Bibliothèque de Paristocratie, 1940.
- Sur le mode ancien, hors commerce, 1941.
- Chants des enfants de France, écoles de chorales, La Chapelle-aux-Pots, calligraphe René Biet, 1943.
- Sur les pas du soleil, Paris, éd. Jean-Renard, 1944, 93 p.
- Le Chant national de l'empire français (musique de R. Carlier), La Chapelle-aux-Pots, calligraphe René Biet, 1944.
- Ma cueille des quatre saisons, Poèmes rustiques 1943-1944, La Chapelle-aux-Pots, calligraphe René Biet, 1944, 56 p.
- Pour que les enfants deviennent sages, La Chapelle-aux-Pots, calligraphe René Biet, 1944.
- L'Herbier d'Amour. Poèmes en musique 1925-1945, La Chapelle-aux-Pots, calligraphe René Biet, 1945.
- Le Nid dans les épines, La Chapelle-aux-Pots, calligraphe René Biet, 1946.
- Cathédrales de France, Chapître III de la geste gauloise, La Chapelle-aux-Pots, calligraphe René Biet, 1948.

#### Anthologies
- Florilège poétique, choix de poèmes et de chansons à l'usage des enfants, lettre-préface de Ferdinand Buisson, illustrations de P. Orzoni, Les Primaires, Paris, 1933, 229 p.
- Florilège de poésie rustique, choix et avant-propos de Marcel Lebarbier. bois gravés de Jean Chièze, L'Amitié par le livre, 1942.
- Nouveau florilège poétique, précédé d'un hommage de Georges Bouquet et d'un poème de Pierre Menanteau, illustrations de J.L. Lemoine, L'Amitié par le livre, 1967.

Une anthologie regroupant 800 poèmes sur 1600, choisis par André Matrat, a été publiée sous le titre Œuvres poétiques en 3 volumes de 450 p. chacun. Méru, Ed. du Thelle, 1950-1952.

### Tragédies et drames
- La Ville assiégée ou la légende de Jeanne Hachette, mystère dramatique en trois épisodes, calligraphie des titres René Biet, frontispice de Roger Bréval, René Biet, 60 exemplaires, 1922, 64 p.
- Dieu et démon, drame lyrique, 1939.
- La Tragédie du Grand Ferré, trilogie dramatique en vers, Paris, éd. des Libraires associés, 1892, 204 p.
- Thomas Becket, tragédie en vers, 1942, inédit
- Philippe de Dreux, tragédie en vers, 1943, inédit
- Le Rachat de Prométhée, poème dramatique, Vieux-Condé (Nord), éd. Le Sol clair, 1947, 32 p.

### Littérature picarde
- Nos Tayons, poèmes en patois, La Chapelle-aux-Pots, calligraphe René Biet, 1937.
- Les Picards, poèmes en patois, La Chapelle-aux-Pots, calligraphe René Biet, 1938.
- Ein acoutant l'cloque de l'Toussaint, Rédriyes picardes, Grandvilliers, Imp. de l'Hebdomadaire picard, 1939, 46 p.
- Poèmes et contes brayons, contes dispersés dans des revues de 1892 à 1949 ou inédits, rassemblés, commentés avec traduction par François Beauvy, publication posthume, Beauvais, Centre départemental de documentation pédagogique, coll. Eklitra, 1986, 85 p.
- Grammaire picard-brayonne, présentée par René Debrie et François Beauvy, publication posthume, Amiens, Centre d'études picardes, 1984, 63 p.

### Romans et nouvelles
- Le Sang de l'autre, Paris, Société d'éditions littéraires, 1901, réédité en 1949 et en 1967, en 2010 par les éditions Le Trotteur ailé, 313 p.
- Destin, journal d'une femme, 1re édition sous le titre Les Feuilles de rose- Journal d'une femme en 1903, Paris, éd. Charles, rééditions en 1904, 1934, 1990, 220 p.
- La Nuit rouge, Paris, éd. Sansot, 1905, 2e édition traduite en espagnol par César A. Comet  (La Noche roja), Madrid, Editorial-America, 1925, réédité en français en 1946 et 1987
- Le Roman de Ganelon, Paris, Ed. Edward Sansot, 1906, 251 p.
- Les Charbons du foyer, roman familier épistolaire, Paris, éd. de La Phalange, 1909.
- Outre-Terre, aventures dans l'invisible, roman de science-fiction, Paris, Ed. de La Phalange, 1909, 80 p., 2e édition publiée en espagnol, traduit par Cesar A. Comet (Mas alla de la Tierra)  Madrid, Editorial-America. 1925.
- Kalochori, roman crétois, Paris, éd. Eugène Figuière, 1928, réédité en 1969, 252 p.
- Les quatre fils Aymon, avec Alphonse Marius Gossez, bois gravés de Germaine Chénin-Moselly, Paris: Librairie Gedalge, 1929, 275 p.
- Eugamistès, avec deux dessins originaux de Marie-Louise Gossez, Paris et Bordeaux : les éditions Provinciales, 1931. cahier n° 2 des Amis de Philéas Lebesgue. 102 p.
- Terre picarde, trois nouvelles, Grandvilliers, éd. du Bonhomme picard, 1950. 2e édition: Cuise-la-Motte, Ed. du trotteur ailé, 2008, 95 p.

### Essais
- Les Lois de la parole, essai de synthèse phonétique, Beauvais, Imprimerie du Moniteur de l'Oise, 1899, 16 p.
- L'Au-delà des grammaires, Essai de prosodie générale, Paris, Éditions Sansot, 1904, 314 p. (rééd. dans Mes semailles)
- Aux fenêtres de France, Essai sur la formation du goût français, Paris, Éditions Sansot, 1906, 93 p. ; réédité en 1934 (rééd. dans Mes semailles)
- La Grèce littéraire d'aujourd'hui, Paris, Éditions Sansot, 1906, 84 p.
- Le Pèlerinage à Babel, voyage d'un indigène de Counani à la recherche de la langue parfaite, Paris, Éditions Sansot, 1912, 167 p.
- Six lais d'Amour : Lanval, le Chèvrefeuille, Eliduc, Guigemar, Le Laustic, Yonec de Marie de France, modernisés en regard de l'original avec une notice historique sur l'auteur et ses ouvrages, Paris, E. Sansot et Cie, 1913.
- La République portugaise Le sentiment national - Les ouvriers de l'ère moderne - La République vivante, Paris, Éditions Sansot, 1914, 387 p.
- Les chants féminins serbes, commentaire critique et traduction de Philéas Lebesgue, préf. Miodrag Ibrovać, Paris, E. Sansot , 1920.
- La Pensée de Rabindranath Tagore, Bruxelles, Éditions de La Nervie, 1927, 35 p., réédité dans le Bulletin des Amis de Philéas Lebesgue, no 37, 2003.
- L'Héritage intellectuel de Virgile au Portugal et en France, Coïmbre, éd. Institut français au Portugal, 1932, 30 p.
- « La Musique primitive dans ses rapports avec la poésie lyrique », dans la revue L'Âge nouveau, octobre 1938.

#### Recueil
- Mes semailles, Blainville-sur-Mer (Manche), L'Amitié par le livre, 1955, 365 p. Il s'agit d'un recueil de chapitres de L'Au-delà des grammaires, Aux fenêtres de France et Paroles devant le soleil, choisis par Camille Belliard, avec le poème « Mes semailles » qui donne son titre au recueil et le poème « L'homme total » qui le conclut.

### Traductions avec commentaires critiques
- Le Songe d'Enfer suivi de La Voie de Paradis de Raoul de Houdenc, Poème du XIIIe siècle, traduction et commentaire critique, Paris, éd. Sansot, 1908, 235 p.
- Les Perses de l'Occident de Sotíris Skípis, drame en 3 actes, traduit du néo-grec par l'auteur et Philéas Lebesgue, préface de Paul Fort, Paris, éd. Eugène Figuière, 1917.
- Le Roman d'Amadis de Gaule. Reconstitution du roman portugais du XIIIe siècle par Afonso Lopes Vieira, traduit en français par Philéas Lebesgue. Paris, éd. Claude Aveline, 1924, 222 p.

### Préfaces
- Les Chansons de l'Esclave, Gisèle Vallerey, lauréate pour la Société des Écrivains de Province pour 1931, dessins de l'auteur gravés par A. Langeron, Éditions de la Renaissance Provinciale, Bordeaux, 1932; réédition : Collection « La Primevère », coédité par Les Éditions Provinciales, Bordeaux, et la Grande Librairie Universelle, Paris, 1932

### Articles
Publications d'articles dans des revues et journaux. Contributions dans plus de 200 publications, la principale étant le Mercure de France
- Philéas Lebesgue écrit quelque 500 chroniques dans le Mercure de France, de 1896 à 1951 où il tient "Les Lettres portugaises", momentanément "Les Lettres norvégiennes", puis "Les Lettres néo-grecques" et "les Lettres yougoslaves", ce qui l'oblige à de fréquents déplacements à Paris.
- Éditoriaux dans La République de l'Oise : 330, de mai 1910 à mai 1941, puis 93 dans L'Oise libérée de septembre 1944 à juillet 1950.